# Instituto de estudios políticos de Aix-en-Provence

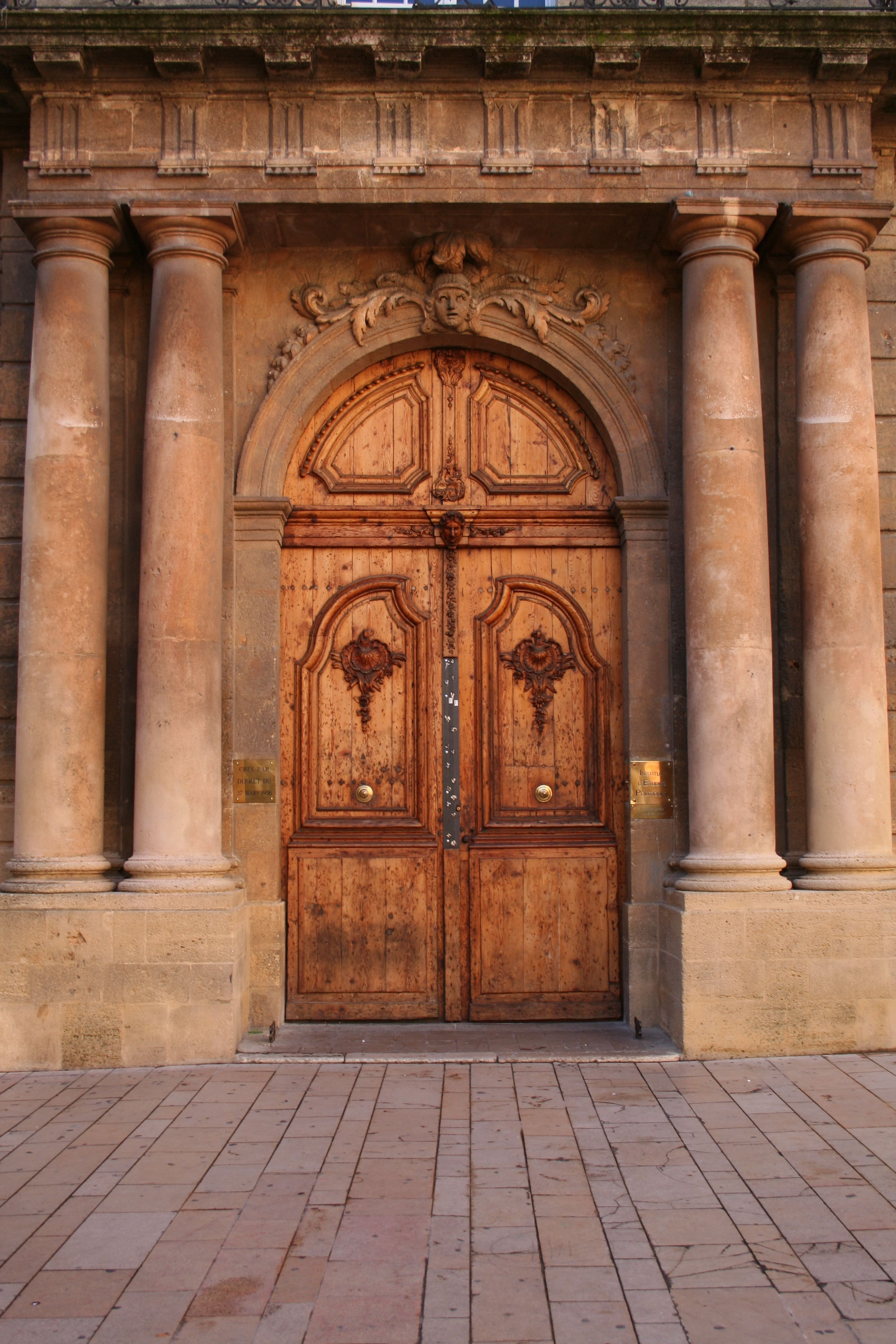
Edificio principal del Instituto.

Sciences Po Aix (conocido como el Instituto de Estudios Políticos de Aix-en-Provence) fue fundado en 1956. Es un prestigioso establecimiento público francés de enseñanza superior situado en la ciudad de Aix-en-Provence perteneciente a la Universidad de Aix y de Marsella. Es uno de los nueve institutos de estudios políticos de Francia, y forma parte por lo tanto de las grandes escuelas. La admisión se hace sobre la base de concurso muy selectivo con menos del 10% de éxito en el examen de ingreso.

## Historia
Los Institutos de Estudios Politicos (IEPs) franceses, conocidos simplemente como Sciences Po, son Grandes Escuelas (Grandes Écoles, en francés), instituciones de educación superior separadas pero paralelas y conectadas al tronco principal del sistema universitario francés. De forma similar a la Ivy League de los Estados Unidos, Oxbridge en el Reino Unido, o la C9 league en China, las Grandes Écoles son instituciones académicas de élite que admiten a sus alumnos a través de un proceso extremadamente selectivo. Las tasas de aceptación en estas escuelas suelen estar debajo del 10%. Los graduados de estas escuelas suelen ocupar puestos en las altas esferas el gobierno y la administración franceses, así como en firmas corporativas en Francia y en Europa más generalmente.
Aunque estos institutos son más caros que las universidades públicas francesas, las Grandes Écoles suelen tener clases y alumnado mucho más reducidos, y muchos de sus programas se imparten en inglés. Las prácticas internacionales, las oportunidades de estudio en el extranjero y los estrechos vínculos con el gobierno y el mundo empresarial son un sello distintivo de las Grandes Écoles. Muchas de las mejores escuelas de Europa son miembros de la Conferencia de Grandes Écoles (CGE), al igual que las instituciones de Sciences Po. Los títulos de Sciences Po están acreditados por la Conferencia de Grandes Écoles y otorgados por el Ministerio de Educación Superior e Investigación (Ministère de l’Enseignement supérieur et de la Recherche).
El instituto se inspira en la antigua École Libre des Sciences Politiques y, como tal, Sciences Po se especializa en ciencias políticas, pero aplica un enfoque interdisciplinario que proporciona a los estudiantes generalistas una sólida base en las habilidades necesarias en historia, derecho, ciencias económicas, sociología, ciencias políticas y relaciones internacionales. Esta formación se complementa con la especialización en cuarto y quinto año, tras un tercer año de prácticas profesionales en Francia o en el extranjero, o bien en una universidad extranjera. El tercer año del programa consiste en un año de movilidad en el extranjero, y los estudiantes pueden optar por cursar dos semestres en una universidad extranjera, un semestre en una universidad y un semestre de prácticas, o bien por dos semestres como becarios. El programa académico tiene una duración de cinco años y consta de tres años de grado y dos años de posgrado, obteniendo el título de máster.
Los distintos IEPs franceses se suelen especializar en distintas áreas dentro de las ciencias sociales. En el caso de Sciences Po Aix, el instituto es conocido por su excelencia en las áreas de seguridad internacional, geoestrategia e inteligencia, cuyos programas al interior del instituto se cuentan entre los más prestigiosos de Europa. En efecto, Sciences Po Aix cuenta con una maestría en inteligencia que, siendo única en territorio francés, entrena a los cuadros de los servicios secretos de ese país Europeo. Por esta razón, algunos medios de comunicación franceses se han referido a la escuela como "el nido de los espías".
Por otro lado, el instituto ha firmado 142 convenios de intercambio con diferentes universidades en más de 40 países de todo el mundo. Esto permite a los estudiantes estudiar en un país extranjero durante su tercer año, lo cual es obligatorio. Todos los continentes del mundo están representados en la lista de socios: existen socios en Estados Unidos (Wellesley College, Universidad Loyola de Chicago, Universidad Estatal de Arizona, Universidad Internacional de Florida, etc.), en Canadá (Universidad de Montreal, Universidad de Ottawa), en Sudamérica (Universidad de Buenos Aires, Universidad Federal de Río de Janeiro), en África (Universidad de Rhodes), en Asia (Universidad de Estudios Internacionales de Shanghái, Universidad Hankuk de Estudios Extranjeros en Seúl, Universidad de Waseda en Tokio), en Oceanía (Universidad de Nueva Gales del Sur en Sídney, Universidad de Canterbury en Nueva Zelanda) y también en Europa (Universidad Libre de Berlín, Universidad LUISS en Roma, Universidad de Middlesex en Londres).

## Directores
- 1956-1974 : Paul de Geouffre de la Pradelle
- 1974-1979 : Charles Cadoux
- 1979-1984 : Yves Daudet
- 1984-1996 : Jacques Bourdon
- 1996-2006 : Jean-Claude Ricci
- 2006-2014 : Christian Duval
- Desde 2015 : Rostane Mehdi

## Graduados notables
Muchos antiguos alumnos han hecho una carrera política, en la función pública, en el periodismo, el mundo de la empresa, la cultura y las relaciones internacionales. Los más famosos son:
- Christine Lagarde, Presidenta del Banco Central Europeo, directora gerente del Fondo Monetario Internacional (FMI), Ministra de Economía, Finanzas e Industria de Francia.
- Philippe Séguin, expresidente de la Asamblea Nacional de Francia, expresidente del Tribunal de Cuentas de Francia.
- Brune Poirson, vicepresidente de la Asamblea de las Naciones Unidas para el medio ambiente, secretario de Estado del Ministerio de Ecología, Desarrollo Sostenible, Transporte y Vivienda de Francia.
- Federica Mogherini, Alto representante de la Unión para Asuntos Exteriores y Política de Seguridad.
- Fanny Ardant, actriz Francesa que recibió el Premio César a la mejor actriz en 1996.
- Chandrika Kumaratunga, que fue la quinta Presidenta de Sri Lanka y también la Primera ministra de Sri Lanka.